# Pieter van Woensel (politicus)
Pieter Theodoor van Woensel (Breda, 15 september 1970) is een Nederlands bestuurder en politicus van de VVD.

## Achtergrond
Van Woensel volgde tussen 1990 en 1994 in Leeuwarden de hbo-opleiding Bestuurskunde en Overheidsmanagement aan de Thorbecke Academie. Daarna studeerde hij juridische bestuurswetenschappen aan de Rijksuniversiteit Groningen. In Groningen was hij betrokken bij de oprichting van een nieuwe regionale politieke partij die voor de belangen van de studenten opkomt, Student en Stad. Bij de verkiezingen in 1994 haalde deze partij één zetel in de Groninger gemeenteraad. Van Woensel werd de eerste twee jaar fractieassistent van het eerste raadslid van de partij, Marcel Beukeboom. Na twee jaar volgde hij zoals vooraf afgesproken Beukeboom op als gemeenteraadslid voor een periode van twee jaar. 

### Den Haag
In 1998 verruilde Van Woensel Groningen voor Den Haag en ging hij aan de slag bij de Vereniging van Nederlandse Gemeenten (VNG). Hij werd tevens actief bij de lokale VVD. In 2002 werd hij voor de VVD verkozen in de Haagse gemeenteraad en een jaar later werd hij er fractievoorzitter. In 2004 werd Van Woensel de opvolger van vertrekkend wethouder Bas Verkerk, die burgemeester werd van Delft. Hij nam de portefeuille economische zaken en personeel over. In april 2006 kreeg hij de verantwoordelijkheid over verkeer, bedrijventerrein Binckhorst, binnenstad en milieu. 
Begin 2007 bleek dat de aanleg van de RandstadRail te maken kreeg met een budgetoverschrijding van 12 miljoen euro op een totaal van 451 miljoen. Van Woensel nam de politieke verantwoordelijkheid hiervoor en legde zijn wethouderschap in februari 2007 neer.

### Leiden
Op 20 december 2007 werd Van Woensel door de VVD Leiden voorgedragen en geïnstalleerd als wethouder van Leiden. Hij kreeg er de volgende taakgebieden in zijn portefeuille: stedelijke ontwikkeling, ruimtelijke ordening, binnenstad, publiekszaken, parkeergarages en studentenzaken. In 2014 werd duidelijk dat hij na de gemeenteraadsverkiezingen van 2014 niet meer zou terugkeren als wethouder namens de VVD.

### Na de politiek
Na zijn wethouderschap ging hij aan het werk als directeur bij de beheerafdeling van de HTM. Daarna is hij werkzaam op de projectafdeling van de Gemeente Den Haag. In 2021 sloot hij zich aan bij de nieuwe partij Studenten voor Leiden en werd hij lijstduwer voor de partij voor gemeenteraadsverkiezingen.